# EPO
EPO（エポ、1960年5月12日 - ）は、日本の女性歌手・シンガーソングライター、セラピスト。本名：宮川 榮子（みやがわ えいこ）、出生名は佐藤 栄子（さとう えいこ）。東京都世田谷区出身。血液型O型。身長168cm。芸名のEPOは、子供時代のあだ名「エポ」に由来する。
1980年代のJ-POP黎明期の代表的アーティストの一人とされる。1980年にメジャー・デビュー。歌謡曲とニューミュージックをクロスオーバーした音楽性で活動し、1980年代中頃には「RCA三人娘」として大貫妙子、竹内まりやと並び称された。
テレビコマーシャルソングや番組主題歌などの提供曲も含め多くのヒット曲があり、代表曲として「う、ふ、ふ、ふ、」「音楽のような風」「12月のエイプリル・フール」、提供曲としては高見知佳「くちびるヌード」、香坂みゆき「ニュアンスしましょ」が知られる。21世紀に入ってからは土岐麻子「Gift 〜あなたはマドンナ〜」がある。
1987年のイギリス移住を経て音楽性が変化し、帰国後も1990年代以降は商業音楽の世界から距離を置いている。また同時期からは精神世界（スピリチュアリズム）や代替医療・ヒーリング等に傾倒し、現在は催眠療法セラピストとして音楽をベースにしたワークショップの開催や心理カウンセリングを行うなど、音楽の世界にとどまらない活動も展開している。

## 人物・来歴

### デビューまで
東京都世田谷区に生まれ育つ。3歳でピアノを習い始める。クラシック音楽やCMソングなどテレビから流れる音楽を聴いて育った。芸名の由来となった子供時代のあだ名「エポ」は、人が「えーこちゃん」と呼ぼうとしたときに、舌がもつれて「えーぽちゃん」と呼んだことがきっかけで「エポ」と呼ばれるようになったという。尚、幼少の頃は母親から虐待を受けており、デビュー後も母親から尋常でない干渉を受けた。後にカウンセリング等を受け立ち直り、44歳になる頃母親と決別した。
1976年3月、世田谷区立新星中学校卒業。同年4月、東京都立松原高等学校に入学。音楽関係者では、高校の先輩に清水信之、後輩に佐橋佳幸がいる（渡辺美里も同校出身）。
同高校在学中、「Laugh」というバンドを組んでピアノとコーラスを担当。「Laugh」はニッポン放送のコンテスト番組『ライオン・フォーク・ビレッジ』に出場して優勝し、これを契機に多くの音楽業界関係者に会ったことで、自身も音楽の仕事をしたいと思うようになる。
洋楽のカーペンターズ、ザ・ビーチ・ボーイズに傾倒し、A&Mレコード系のアーティストの音楽を「きれいなメロディ」として「このような音楽を作る作家が好き」と述べていた。また、シンガーソングライターに憧れるきっかけとなった歌手として、小坂明子ややまがたすみこを挙げている。
1979年3月、東京都立松原高等学校卒業。高校卒業時には東京女子体育大学への推薦入学が既に決まっており、そのまま順当に行けば体育教師になっていたはずだった。同年4月、東京女子体育大学へ入学。当時は方向性がまだ決まっていなかったことから、昼は大学、夜はスタジオでのアルバイトという生活を3年ほど続けていた。
大学在学中からセッションボーカルとして活動する。竹内まりやのシングル『SEPTEMBER』（1979年8月21日リリース）のコーラスを担当したほか、コーラスアレンジを実際に行った宮田茂樹の意向で、名目上はコーラスアレンジを担当したことにされた。
また、サントリー「サントリーレモン」のコマーシャルソングとして作られた「大きいのが好き」（作詞：伊藤アキラ、作曲：大瀧詠一）のボーカルを担当。コーラスはシャネルズ（後のラッツ&スター）で、後に『NIAGARA CM SPECIAL』に収録された後、『大瀧詠一 Song Book 1 大瀧詠一 作品集 Vol.1』にEPO WITH シャネルズのアーティスト名で収録された。コマーシャルソングとしては実際には使用されなかった。

### デビューと『オレたちひょうきん族』
大貫妙子、竹内まりやをプロデュースした株式会社RVC（RCAレコード）の音楽プロデューサーの宮田茂樹は、EPOデビューの経緯についてこう語っている。
1978年の冬、宮田はラジオ局の友人から「佐藤栄子」という都立高校の女子高校生を紹介され、電話で連絡を取り世田谷区三宿の喫茶店で会うと、彼女は「こんにちは、エポって呼んでください」と明るく元気に挨拶したという。彼女は「シュガー・ベイブが大好き」と宮田と2時間話し込み、宮田が「レコードを作りませんか」と持ちかけたところ、すでに東京女子体育大学への推薦入学が決まっているため制作の時間が取れないと言われたという。その後、宮田は彼女のデモテープを聴くうちにふと「ダウンタウン」という言葉が浮かび、デビュー・アルバムのA面1曲目をシュガー・ベイブの「DOWN TOWN」、B面1曲目をペトゥラ・クラークの「DOWN TOWN」（作曲：トニー・ハッチ）にするというアイデアを思いつく。「世田谷生まれで世田谷育ちのエポは、ダウンタウン・ガールではないんですが、走り始めた妄想は止められません」と、宮田は当時を回顧している。
1980年3月21日、シュガー・ベイブのカバーシングル『DOWN TOWN』（作詞：伊藤銀次、作曲：山下達郎、編曲：林哲司・清水信之）でデビュー。EPO自身がシュガー・ベイブのファンだったことから、当時同じレコード会社所属だった山下達郎に直接依頼してカバーが実現した。
宮田が所属していたRCA邦楽部では「ポスト竹内まりや」としてEPOを売り出していたが、山下達郎の事務所関係者を通してフジテレビのスタッフから、1981年5月16日から放送開始のバラエティ番組『オレたちひょうきん族』のテーマソングとしてEPOの「DOWN TOWN」を使いたいと依頼され、同番組のエンディングテーマとして採用されることとなった。実際に番組で使用されたのは放送2回目以降である。続いてEPOの楽曲「土曜の夜はパラダイス」も同番組のエンディングテーマとして使用された。

『オレたちひょうきん族』は人気お笑い番組となり、それにより楽曲とEPOの知名度も急上昇した。その縁から、同番組でビートたけしが演じた「タケちゃんマン」コーナーのテーマ曲「THE TAKECHANマン（タケちゃんマンの歌）」の作曲も担当（佐藤エポ子名義、作詞：大岩賞介）。番組のアイキャッチも手掛けた。また同じフジテレビのお笑い番組『THE_MANZAI_(1980年代のテレビ番組)』でも『ひょうきん族』のスタッフによりEPOの楽曲が採用されている。

### 資生堂CM曲がヒット
1981年には、竹内まりやの独身時代最後のアルバム『PORTRAIT』（10月21日リリース）にもバックグラウンドボイスとして参加した。
1981年からラジオのテーマソングも手掛け、TBSラジオ系列の深夜放送ラジオ番組『パックインミュージック』のオープニングテーマソング・ジングルを担当（1982年7月31日まで、パックインミュージック#オープニング テーマを参照）。1982年10月からは『オールナイトニッポン』のジングルも担当した（1986年4月12日まで）。
デビュー当時はグラビア雑誌に水着姿で登場したり、体育大学に在籍したためレコード会社対抗運動会でRVC代表として活躍したこともあった。EPOは当時の自分について「私もアイドルの枠組に入れられていたみたい」と述べている。
1983年2月、資生堂化粧品春のキャンペーン・コマーシャルソングとして発表した「う、ふ、ふ、ふ、」が大ヒット。同曲は資生堂キャンペーン期間の終了後もたびたび別の商品のCMソングとして採用され、EPOを代表する一曲となった。
楽曲の提供も開始し、1984年2月に高見知佳に提供した「くちびるヌード」も、資生堂春のコマーシャルソングに使用される。後にEPOもアルバムで「くちびるヌード・咲かせます」としてセルフカバーした。同年8月に香坂みゆきに提供した「ニュアンスしましょ」（作詞：大貫妙子、作曲：EPO）が、資生堂秋のCMソングに採用された。
1987年8月から9月にかけて、NHK『みんなのうた』で「バナナ村に雨が降る」の歌唱が放送される。作詞は銀色夏生、作・編曲は乾裕樹からの提供曲であった。1993年には同番組で自作曲の「琥珀の魔法」を歌唱している。

### 渡英と音楽性の転換
1987年9月、イギリスへ移住してロンドンで活動し、1990年にヴァージン・レコードと契約。アルバム『FIRE & SNOW』、シングル2作品をリリースした。
1991年3月に帰国し、東芝EMIと契約。帰国後はコマーシャリズムと距離を置いた活動を継続している。
1990年代には、坂田明、巻上公一、鼓童、マルコス・スザーノ、山海塾、Choro Clubなどと共演。またミュージカルへの出演や妊婦のための『胎教ライブ』、沖縄タイムスでのエッセイ『唐獅子』連載などを手掛ける。
1990年代以降は現在は催眠療法セラピストとしても活動しており、障害者・高齢者・子供向けなどのワークショップを開催し、全米ヒプノ協会認定催眠療法セラピスト、全米NLP協会認定マスター・プラクティショナー、全米タイムラインセラピーマスター・プラクティショナーの肩書を持つ。
2005年12月には、EPO25周年記念クリスマスライブを東京・六本木のライブハウス「STB139 スイートベイジル」（2014年5月25日をもって休業）にて開催した。
2010年、資生堂のコマーシャルソングとして土岐麻子に「Gift 〜あなたはマドンナ〜」を提供（作詞：小野健・EPO、作曲：EPO）。これは「EPO×資生堂、黄金の80年代のタッグをもう一度」という意図に応えたもので、EPOはかつてのヒット曲「う、ふ、ふ、ふ、」を意識して楽曲を制作し、現在の自身のスタイルではなくあえて当時の雰囲気を出したという。また、土岐は小学生の頃にEPOにサインをもらったことがあり「憧れのEPOさんの曲を歌えて嬉しい」と語っている。この曲は「桑田佳祐が選ぶ今年の名曲ベスト10」（「桑田佳祐のやさしい夜遊び」2011年12月10日放送分）第1位に選ばれた。
2011年、著書『光になった馬。―たったひとつの―』を主婦の友社から出版。
2014年、ユニリーバ・ジャパンのクレンジングブランド「POND'S（ポンズ）」のCMで「う、ふ、ふ、ふ、」が、曲に合わせて肌ハリマッサージできる「うふふマッサージ」ムービーとして使用された。

## ディスコグラフィ

### シングル
| #                                        | 発売日         | タイトル                                | B面                                                                                | 規格        | 規格品番    |
| RCAレコード                              | RCAレコード    | RCAレコード                             | RCAレコード                                                                        | RCAレコード | RCAレコード |
| ---------------------------------------- | -------------- | --------------------------------------- | ---------------------------------------------------------------------------------- | ----------- | ----------- |
| 1st                                      | 1980年3月21日  | DOWN TOWN                               | クラクション                                                                       | EP          | RVS-559     |
| 2nd                                      | 1980年11月21日 | Park Ave.1981                           | ポップ・ミュージック2nd                                                            | EP          | RHS-507     |
| 3rd                                      | 1982年5月21日  | Girl in me                              | 身代りのバディー                                                                   | EP          | RHS-537     |
| 4th                                      | 1982年10月20日 | 土曜の夜はパラダイス                    | うわさになりたい                                                                   | EP          | RHS-541     |
| RCAレコード / Dear heart                 |                |                                         |                                                                                    |             |             |
| 5th                                      | 1983年2月5日   | う、ふ、ふ、ふ、                        | 無言のジェラシー                                                                   | EP          | RAS-511     |
| 6th                                      | 1984年3月5日   | 恋はハイ・タッチ-ハイ・テック           | くちびるヌード・咲かせます                                                         | EP          | RAS-518     |
| MIDI / Dear heart                        |                |                                         |                                                                                    |             |             |
| 7th                                      | 1985年3月15日  | 私について                              | モダン・ロマンス                                                                   | EP          | MIS-3       |
| 8th                                      | 1985年8月5日   | 音楽のような風                          | 擬似恋人達の夜                                                                     | EP          | MIS-6       |
| 9th                                      | 1985年11月20日 | 12月のエイプリル・フール                | じょうずな不良のしかた                                                             | EP          | MIS-9       |
| 10th                                     | 1986年3月21日  | 渚のモニュメント                        | すてきなジェニー                                                                   | EP          | MIS-12      |
| 11th                                     | 1986年6月20日  | 太陽にPUMP! PUMP!                       | ナーヴァス                                                                         | EP          | MIS-13      |
| 12th                                     | 1986年11月1日  | アレイ・キャッツ                        | Middle Twenties                                                                    | EP          | MIS-15      |
| 13th                                     | 1987年3月10日  | DOWN TOWNラプソディー                   | 恋のアンビバレンス                                                                 | EP          | MIS-19      |
| 14th                                     | 1987年6月25日  | 黒い瞳のガールフレンド                  | TRY TO CALL                                                                        | EP          | MIS-22      |
| 15th                                     | 1987年9月24日  | 夢見ちゃいなタウン                      | 夢見ちゃいなタウン (BACKING TRACKバージョン)                                       | EP          | MDR-13      |
| 16th                                     | 1987年10月21日 | 三番目の幸せ                            | いつか (SOMEDAY)                                                                   | EP          | MIS-24      |
| MIDI                                     |                |                                         |                                                                                    |             |             |
| 17th                                     | 1988年12月16日 | 白い街 青い影                           | きゅんと                                                                           | 8cmCD       | MDS-4       |
| 18th                                     | 1989年3月21日  | ふたりのDestiny                         | You're the only one                                                                | 8cmCD       | MDS-7       |
| 19th                                     | 1989年7月21日  | Everybody Knows                         | Take Another Look Everybody Knows (12inch club mix)                                | 8cmCD       | MDS-8       |
| 20th                                     | 1989年11月21日 | ふたりのメロディー                      | Super Natural                                                                      | 8cmCD       | MDS-12      |
| 21st                                     | 1990年1月31日  | エンドレス・バレンタイン                | チクタク エンドレス・バレンタイン (Extended Club Mix)                              | 8cmCD       | MDS-13      |
| Virgin                                   |                |                                         |                                                                                    |             |             |
| UK盤                                     | 1990年8月26日  | LIFE IN TOKYO LIFE IN TOKYO (Radio Mix) | LIFE IN TOKYO (The Douraku Mix) How Come                                           | Maxi 12inch | VS-1257     |
| 22nd                                     | 1991年2月6日   | 恋のひとひら                            | SA SA                                                                              | 8cmCD       | VJDP-10147  |
| 23rd                                     | 1991年6月21日  | 星になれなかった涙                      | When 2 R In Love (International Version) When 2 R In Love (Ambient Love House Mix) | Maxi        | VJCP-14028  |
| UK盤                                     | 1991年         | When 2 R In Love                        | LOVE LOST FOREVER WHEN 2 R IN LOVE (Ambient Love House Mix) WHAT TIME'S YOUR LOVE  | Maxi        | VSCDP-1338  |
| 東芝EMI / TM FACTORY                     |                |                                         |                                                                                    |             |             |
| 24th                                     | 1992年5月20日  | 百年の孤独                              | 枕の港                                                                             | 8cmCD       | TODT-2848   |
| 25th                                     | 1992年8月5日   | ねぇ、こんなこと考えたことある          | 私の気持ちが何故わかる?                                                            | 8cmCD       | TODT-2897   |
| 26th                                     | 1992年11月11日 | ある朝、風に吹かれて                    | 見知らぬ手と手                                                                     | 8cmCD       | TODT-2955   |
| 27th                                     | 1993年10月20日 | きっと -光のありか-/遠い窓 近い窓       |                                                                                    | 8cmCD       | TODT-3112   |
| 28th                                     | 1995年9月6日   | 星の舟歌                                | 星めぐりの歌 琥珀の魔法                                                            | 8cmCD       | TODT-3570   |
| メディア・レモラス                       |                |                                         |                                                                                    |             |             |
| 29th                                     | 1996年7月19日  | 希望のバスに乗って                      | いとしなみだ                                                                       | 8cmCD       | MRDA-00075  |
| Kitty Records                            |                |                                         |                                                                                    |             |             |
| 30th                                     | 1997年10月24日 | 聖き彼の人/WINTER LOVERS                | 満ち行きて 聖き彼の人 (Isyleria Salya MIX)                                         | Maxi        | KTCR-1453   |
| 31st                                     | 1998年1月14日  | Wonderful Life                          | 心の旅                                                                             | 8cmCD       | KTDR-2186   |
| 32nd                                     | 1998年5月1日   | 寂しくならない別れの言葉                | 月のない夜 君のさがしもの                                                          | 8cmCD       | KTDR-2188   |
| 33rd                                     | 1999年4月21日  | Memories                                | 幸せ者勝ち                                                                         | 8cmCD       | KTDR-2196   |
| 34th                                     | 1999年12月1日  | 12月のエイプリル・フール                | Desperado Wedding Card                                                             | Maxi        | KTCR-1665   |
| 東芝EMI / TM FACTORY                     |                |                                         |                                                                                    |             |             |
| 35th                                     | 2002年3月27日  | さとうきび畑                            | 音楽のような風                                                                     | Maxi        | TOCT-4386   |
| コロムビアミュージックエンタテインメント |                |                                         |                                                                                    |             |             |
| 36th                                     | 2005年1月19日  | 楽しいこと考えよう/Friends              |                                                                                    | Maxi        | COCC-15729  |
| eponica Record                           |                |                                         |                                                                                    |             |             |
| 37th                                     | 2006年7月22日  | WE CAN                                  | WE CAN (Instrumental Version)                                                      | Maxi        | EPCS-0001   |
| 38th                                     | 2007年8月24日  | 風と海と空と                            | 風と海と空と (Instrumental Version)                                                | Maxi        | EPCS-0004   |
| 39th                                     | 2012年4月18日  | スマイル プレイヤーズ                   |                                                                                    | Maxi        |             |
| 40th                                     | 2021年12月24日 | 天使が空から降りてくる                  |                                                                                    | 配信        |             |

### 企画シングル
| 発売日            | タイトル          | 収録曲 | 規格              | 規格品番          |
| MIDI / Dear heart | MIDI / Dear heart | MIDI / Dear heart                                                                                          | MIDI / Dear heart | MIDI / Dear heart |
| ----------------- | ----------------- | --- | ----------------- | ----------------- |
| 1985年4月21日     | COMPACT-CLUB      | 1. HARMONY INDEX MEDLEY 2. 私について 3. 夕闇のストラット (LONG VERSION) 4. TIBETAN DANCE (EDITED VERSION) | 12inch            | MIS-501           |
| 1988年8月10日     | SUMMER GIFT       | 1. 夏の約束 2. FREESTYLE MEDLEY                                                                            | 8cmCD             | MDS-25            |

### アルバム

#### フル・アルバム
|                                            | 発売日         | タイトル                            | 規格        | 規格品番    |
| RCAレコード                                | RCAレコード    | RCAレコード                         | RCAレコード | RCAレコード |
| ------------------------------------------ | -------------- | ----------------------------------- | ----------- | ----------- |
| 1st                                        | 1980年3月21日  | DOWN TOWN                           | LP          | RVL-8048    |
| 2nd                                        | 1980年11月21日 | GOODIES                             | LP          | RHL-8502    |
| 3rd                                        | 1982年5月21日  | う・わ・さ・に・な・り・た・い      | LP          | RHL-8805    |
| RCAレコード / Dear heart                   |                |                                     |             |             |
| 4th                                        | 1983年4月5日   | VITAMIN E・P・O                     | LP          | RAL-8806    |
| 5th                                        | 1984年2月21日  | HI・TOUCH-HI・TECH                  | LP          | RAL-8811    |
| MIDI / Dear heart                          |                |                                     |             |             |
| 6th                                        | 1985年3月21日  | HARMONY                             | LP          | MIL-1002    |
| 6th                                        | 1985年3月21日  | HARMONY                             | CD          | MID-1002    |
| 7th                                        | 1986年6月5日   | PUMP! PUMP!                         | LP          | MIL-1016    |
| 7th                                        | 1986年6月5日   | PUMP! PUMP!                         | CD          | 35MD-1016   |
| 8th                                        | 1987年4月21日  | GO GO EPO                           | LP          | MIL-1029    |
| 8th                                        | 1987年4月21日  | GO GO EPO                           | CD          | 35MD-1029   |
| 9th                                        | 1987年12月5日  | POPTRACKS                           | LP          | MIL-1033    |
| 9th                                        | 1987年12月5日  | POPTRACKS                           | CD          | 35MD-1033   |
| 10th                                       | 1988年8月21日  | FREE STYLE                          | LP          | MIL-1041    |
| 10th                                       | 1988年8月21日  | FREE STYLE                          | CD          | 32MD-1041   |
| 11th                                       | 1989年7月21日  | Super Natural                       | CD          | 32MD-1051   |
| Virgin                                     |                |                                     |             |             |
| 12th                                       | 1991年3月6日   | FIRE & SNOW                         | CD          | VJCP-30084  |
| 12th                                       | 1991年7月21日  | FIRE & SNOW (INTERNATIONAL VERSION) | CD          | VJCP-25064  |
| 東芝EMI / TM FACTORY                       |                |                                     |             |             |
| 13th                                       | 1992年9月16日  | Wica                                | CD          | TOCT-6679   |
| 14th                                       | 1994年3月9日   | VOICE OF OOPARTS                    | CD          | TOCT-8301   |
| Kitty Records                              |                |                                     |             |             |
| 15th                                       | 1997年4月9日   | DANCE                               | CD          | KTCR-1416   |
| 16th                                       | 1998年3月11日  | Soul Kitchen                        | CD          | KTCR-1465   |
| 17th                                       | 1999年6月16日  | peach                               | CD          | KTCR-1643   |
| ワーナーミュージック・ジャパン / wea Japan |                |                                     |             |             |
| 18th                                       | 2001年7月21日  | air                                 | CD          | WPC7-10108  |
| eponica Record                             |                |                                     |             |             |
| 19th                                       | 2009年7月8日   | AQUA NOME                           | CD          | XQGR-1001   |
| 20th                                       | 2013年12月4日  | Sacred Note〜神聖な覚え書き〜       | CD          | XQGR-1002   |
| 21st                                       | 2015年9月16日  | 愛を〜LOVE IS ON〜                  | CD          | XQGR-1003   |

#### ミニ・アルバム
|             | 発売日        | タイトル       | 規格        | 規格品番    |
| RCAレコード | RCAレコード   | RCAレコード    | RCAレコード | RCAレコード |
| ----------- | ------------- | -------------- | ----------- | ----------- |
| 1st         | 1981年9月21日 | JOEPO〜1981KHz | LP          | RHL-4501    |

#### セルフカバー・アルバム
|                      | 発売日               | タイトル             | 規格                 | 規格品番             |
| 東芝EMI / TM FACTORY | 東芝EMI / TM FACTORY | 東芝EMI / TM FACTORY | 東芝EMI / TM FACTORY | 東芝EMI / TM FACTORY |
| -------------------- | -------------------- | -------------------- | -------------------- | -------------------- |
| 1st                  | 1993年2月24日        | EPO Works            | CD                   | TOCT-6923            |

#### ライブ・アルバム
|                      | 発売日            | タイトル                                      | 規格              | 規格品番          |
| Dear heart / MIDI    | Dear heart / MIDI | Dear heart / MIDI                             | Dear heart / MIDI | Dear heart / MIDI |
| -------------------- | ----------------- | --------------------------------------------- | ----------------- | ----------------- |
| 1st                  | 1989年3月21日     | sparks                                        | CD                | 32MD-1047         |
| 東芝EMI / TM FACTORY |                   |                                               |                   |                   |
| 2nd                  | 1995年9月27日     | UVΛ                                           | CD                | TOCT-9148/9       |
| eponica Record       |                   |                                               |                   |                   |
| 3rd                  | 2017年7月5日      | AQUANOME LIVE at Valley of GANGALA in Okinawa | CD+DVD            | XQGR-1004         |

#### ベスト・アルバム
|                              | 発売日                   | タイトル                                     | 規格                     | 規格品番                 |
| RCAレコード / Dear heart     | RCAレコード / Dear heart | RCAレコード / Dear heart                     | RCAレコード / Dear heart | RCAレコード / Dear heart |
| ---------------------------- | ------------------------ | -------------------------------------------- | ------------------------ | ------------------------ |
| 1st                          | 1984年7月21日            | THE BEST STATION JOEPO 1980-1984             | LP                       | RAL-8819                 |
| 1st                          | 1984年7月21日            | THE BEST STATION JOEPO 1980-1984             | CD                       | RACD-13                  |
| MIDI / Dear heart            |                          |                                              |                          |                          |
| 2nd                          | 1986年12月5日            | The very best of EPO                         | CD                       | 35MD-1024                |
| 3rd                          | 1989年12月10日           | THE BALLADS                                  | CD                       | 32MD-1058                |
| 4th                          | 1990年11月21日           | CM TRACKS                                    | CD                       | MDC8-1119                |
| 5th                          | 1991年11月1日            | SINGLE TRACKS                                | CD                       | MDC8-1162                |
| 6th                          | 1992年12月21日           | THE BEST 1980-1990                           | CD                       | MDCL-1207                |
| 東芝EMI / TM FACTORY         |                          |                                              |                          |                          |
| 7st                          | 1994年12月7日            | KAWI 〜唄の谷〜                              | CD                       | TOCT-8738                |
| BMG JAPAN / Dear heart       |                          |                                              |                          |                          |
| 8th                          | 1999年6月23日            | epocha 1980-1986                             | CD                       | BVCR-18009/10            |
| MIDI                         |                          |                                              |                          |                          |
| 9th                          | 1999年12月1日            | TRAVESSIA EPO'S BEST 1980-1999               | CD                       | MDCL-1363                |
| BMGファンハウス / RCA        |                          |                                              |                          |                          |
| 10th                         | 2005年4月20日            | ゴールデン☆ベスト EPO                        | CD                       | BVCK-38099               |
| 東芝EMI / EASTWORLD          |                          |                                              |                          |                          |
| 11th                         | 2011年2月23日            | ゴールデン☆ベスト EPO (EMI YEARS)            | CD                       | TOCT-11273               |
| Sony Music Direct / GT music |                          |                                              |                          |                          |
| 12th                         | 2011年12月7日            | GOLDEN☆BEST The Best 80's Director's Edition | CD                       | MHCL-1994                |

### NHK「みんなのうた」
| # | 放送日           | タイトル           |
| - | ---------------- | ------------------ |
| 1 | 1987年8月・9月   | バナナ村に雨がふる |
| 2 | 1993年10月・11月 | 琥珀の魔法         |

### 参加作品
| 発売日        | 商品名                                     | 歌                       | 楽曲                                      | 備考                                            |
| ------------- | ------------------------------------------ | ------------------------ | ----------------------------------------- | ----------------------------------------------- |
| 1982年        | THE TAKECHANマン -タケちゃんマンの歌-      | ひょうきんストリートBAND | 「THE TAKECHANマン -タケちゃんマンの歌-」 |                                                 |
| 2007年4月25日 | 風の少女                                   | EPO                      | 「風のそらみみ」                          | NHKアニメ『風の少女エミリー』エンディングテーマ |
| 2008年4月19日 | 井上鑑 CM WORKS ON・アソシエイツ・イヤーズ | EPO                      | 「冬は新潟」                              | JR東日本 CMソング                               |

### タイアップ
| 曲名                           | タイアップ                                                      | 収録作品                                      |
| ------------------------------ | --------------------------------------------------------------- | --------------------------------------------- |
| DOWN TOWN                      | フジテレビ系『オレたちひょうきん族』エンディングテーマ          | シングル「DOWN TOWN」                         |
| Park Ave.1981                  | キリン『キリンレモン』CMソング                                  | シングル「Park Ave.1981」                     |
| 土曜の夜はパラダイス           | フジテレビ系『オレたちひょうきん族』エンディングテーマ          | シングル「土曜の夜はパラダイス」              |
| う、ふ、ふ、ふ、               | 資生堂フェアネス春のテーマ・ソング                              | シングル「う、ふ、ふ、ふ、」                  |
| 涙のクラウン                   | フジテレビ系『オレたちひょうきん族』エンディングテーマ          | アルバム『HI・TOUCH-HI・TECH』                |
| 音楽のような風                 | ビクタービデオテープDYNAREC CMソング                            | シングル「音楽のような風」                    |
| 渚のモニュメント               | ビクタービデオテープDYNAREC CMソング                            | シングル「渚のモニュメント」                  |
| すてきなジェニー               | タカラ『ジェニー』イメージソング                                | シングル「渚のモニュメント」                  |
| 太陽にPUMP!PUMP!               | '86“コカ・コーラ”イメージソング                                 | シングル「太陽にPUMP! PUMP!」                 |
| Middle Twenties                | 日産ラングレー・イメージソング                                  | シングル「アレイ・キャッツ」                  |
| 恋のアンビバレンス             | JT日本たばこ 企業CFソング                                       | シングル「DOWN TOWNラプソディー」             |
| TRY TO CALL                    | KDD イメージソング                                              | シングル「黒い瞳のガールフレンド」            |
| 夢見ちゃいなタウン             | 伊勢丹 シンデレラシティ'87秋のキャンペーンソング                | シングル「夢見ちゃいなタウン」                |
| 三番目の幸せ                   | 花王ソフィーナCFイメージ・ソング                                | シングル「三番目の幸せ」                      |
| ふたりのDestiny                | シュウェップス'89 CMソング                                      | シングル「ふたりのDestiny」                   |
| You're The Only One            | 象印『HE&SHE』キャンペーンソング                                | シングル「ふたりのDestiny」                   |
| Everybody knows                | ヤクルト『ビフィール』CMソング                                  | シングル「Everybody Knows」                   |
| 人間なんて                     | とらばーゆ'90イメージソング                                     | ベスト・アルバム『CM TRACKS』                 |
| 百年の孤独                     | 読売テレビ・日本テレビ系『ワンダーゾーン』エンディングテーマ    | シングル「百年の孤独」                        |
| ねぇ、こんなこと考えたことある | 日本テレビ系『ヨーヨーの猫つまみ』テーマ曲                      | シングル「ねぇ、こんなこと考えたことある」    |
| 私の気持ちが何故わかる?        | 日本テレビ系『ヨーヨーの猫つまみ』テーマ曲                      | シングル「ねぇ、こんなこと考えたことある」    |
| ある朝、風に吹かれて           | フジテレビ系木曜劇場『わがままな女たち』主題歌                  | シングル「ある朝、風に吹かれて」              |
| きっと -光のありか-            | 東京ビューティーセンター CMソング                               | シングル「きっと -光のありか-/遠い窓 近い窓」 |
| 遠い窓 近い窓                  | 朝日新聞 CF イメージソング                                      | シングル「きっと -光のありか-/遠い窓 近い窓」 |
| 希望のバスに乗って             | フジテレビ系『上岡龍太郎にはダマされないぞ!』エンディングテーマ | シングル「希望のバスに乗って」                |
| 聖き彼の人                     | テレビ東京系『世界の遺産』テーマソング                          | シングル「聖き彼の人/WINTER LOVERS」          |
| Wonderful Life                 | サントリー『スーパーホップス』CMソング                          | シングル「Wonderful Life」                    |
| 寂しくならない別れの言葉       | 日本テレビ系スペシャルドラマ『星に願いを』主題歌                | シングル「寂しくならない別れの言葉」          |
| Memories                       | TBS系『はなまるマーケット』エンディングテーマ                   | シングル「Memories」                          |
| Desperado                      | TBS系『ブロードキャスター』エンディングテーマ                   | シングル「12月のエイプリル・フール」          |
| 楽しいこと考えよう             | テレビアニメ『魔豆奇伝パンダリアン』オープニングテーマ          | シングル「楽しいこと考えよう/Friends」        |
| Friends                        | テレビアニメ『魔豆奇伝パンダリアン』エンディングテーマ          | シングル「楽しいこと考えよう/Friends」        |
| WE CAN                         | 「地球教育フォーラム」テーマソング                              | シングル「WE CAN」                            |

### その他のタイアップ
- 『恋の・マ・ジ・ッ・ク・モ・ー・メ・ン・ト』(1982)（蒲田東急プラザCMソング）※未発売
- 「台紙」(1997)（P&G『アリエール』）作・編曲：EPO
- 「IWATAYA 新館オープン・キャンペーン」(2004) 作詞・作曲・編曲：EPO

## 提供曲

### 作詞
- 伊豆田洋之
  - 雪がとけるころ
- 井手麻理子
  - FEEL
- 岡田有希子
  - 彼はハリケーン
  - SPRING ACCIDENT
  - WONDER TRIP LOVER
- SA・KI・KO
  - 遠き君を思い
- 笹子重治
  - 自転車
- SUE CREAM SUE
  - エキゾチック・ロマンス
- 清水信之
  - SILVER SPOT
- 新宅由貴子
  - 魔法の杖
- 中森明菜
  - マグネティック・ラヴ
- 服部克久
  - そして唄は行く
- 林哲司
  - SHADOW TALK
- 真鍋ちえみ
  - 彼をかえして
  - 恋のSEASIDE PARTY
- 村松邦男
  - BAND 1973 - 1976
- 山根麻衣
  - LOVE ME OR LEAVE ME

### 作曲
- 上田浩恵
  - JEWELRY
- 香坂みゆき
  - ニュアンスしましょ
- 鈴木聖美
  - HALF MOON
- 田嶋里香
  - きっと明日は
- 土岐麻子
  - RENDEZ-VOUS IN '58
- 仲村知夏
  - Too Young
- 村松邦男 
  - ジェラシー

### 作詞・作曲
- 伊東ゆかり
  - 想い
  - 告白
  - 七色の絵の具
- 上田浩恵
  - 潮風のバイオレンス
  - HE IS MY TROUBLE MAKER
- KAORI
  - 虹色の宝物
- キララとウララ
  - 恋のアドリヴ
  - 夢不思議いかが
- 工藤夕貴
  - TOUCH ME SUMMER
- 小泉今日子
  - 美しきグロテスク
  - Friendly You
- 小堺一機
  - 虹の果てまで
  - ノンビブラートの愛情
- 児島未散
  - いつから泣けなくなったんだろう
- サンディ・ラム
  - I'll Never Forget You
- 島田奈美
  - 内気なキューピッド
- 鈴木蘭々
  - キミとボク
- 高見知佳
  - くちびるヌード
  - あてのない待ちぼうけ
  - 上海エトランゼ
  - 月夜のワルツ
  - MORNING SUBWAY
- 館林見晴
  - Miss you
- Tiara
  - Valentine Eve
- 土岐麻子
  - Gift 〜あなたはマドンナ〜
  - 悲しくて笑った
  - Awakening
- 中森明菜
  - ロンリージャーニー
  - ロマンティックな夜だわ
- 中山美穂
  - 悲しみのライダー
- ハイ・ファイ・セット
  - ななつちがい
- 藤井隆
  - Going back to myself～再生のリズム～
- 堀江美都子
  - 風のそらみみ
- 牧野由依
  - お願いジュンブライト
- 松本典子
  - 春色のエアメール
- 三田寛子
  - あまいあまいラヴレター
- モモクロビック
  - 月影の秘密
- 薬師丸ひろ子
  - ル・パ・ラ

## 著書
- EPO『光になった馬。 : たったひとつの』主婦の友社、2011年10月1日。ISBN 978-4072803820。

## 出演

### テレビ番組
- オレたちひょうきん族（フジテレビ）
- シティポップ・スタジオ（2023年11月11日・2024年11月10日、BS朝日）

### ラジオ番組
- タッチ・ミー・EPO（ニッポン放送 1984年4月8日 - 1985年3月31日）
- ミュージックフレンドショップ（ニッポン放送）[4]
- ジャパニーズグラフィティ（FM横浜）[4]
- EPO MUSIC TEMPLE（Date fm 水曜 20:30～20:55）
- EPO 風と海と空と（FM沖縄 日曜 9:30〜10:00）

### 舞台
- ミュージカル『ファンテイジア』（作：Dick Lee） - 1994年、精神科医役で出演[2]。

### グラビア
- GORO （小学館、1982年12月9日号 No.24）
- 週刊プレイボーイ （集英社、1982年10月19日号 No.43）
- 週刊平凡パンチ （平凡出版、1983年4月4日号 No.955）

## 関連人物
- 安部恭弘 - 互いのオリジナル・アルバムや第三者のアルバムでバックボーカルとして度々共演している。
- 大江千里 - アルバムのコーラスで参加している。
- 門倉聡 - 音楽プロデューサー。1990年代中頃のEPO作品の編曲等を手掛ける。
- サザンオールスターズ - 産休中の原由子の代役ボーカルとしてコンサートツアーに起用された。
- 坂本サトル - 「矛盾の中で生きてる」をカバー。ツーマンライブを開催したこともある。
- 清水信之 - 初期作品の音楽プロデューサー。同じ高校の先輩。
- シュガー・ベイブ（山下達郎） - EPOが傾倒しており、カバー曲でデビューした。
- Choro Club
- 村松邦男 - 山下達郎らと共にシュガー・ベイブを結成したギタリスト。
- 渡辺亮 - パーカッショニスト。EPOとの数多くのセッション等をこなす。
- 宮田茂樹 - EPOをデビューさせたRVCの音楽プロデューサー。他に大貫妙子、竹内まりや等を手掛ける。
- MUSIC FOR ATOM AGE♪ - 樋口康雄による鉄腕アトムのトリビュート・アルバムに参加。
- 遊佐未森 - お世話になったりした、と言っている[22]。